# 누카노메촌
누카노메촌(糠野目村)은 야마가타현 히가시오키타마군에 있던 촌이다. 현재의 다카하타정의 서쪽 끝, 오우 본선 다카하타역의 대체로 서쪽 일대 및 난요시 대교에 해당한다

## 역사
- 1889년 4월 1일 - 정촌제 시행에 의해 9촌의 구역을 가지고 성립하였다.
- 1955년 2월 1일 - 다카하타정에 편입, 社郷町은 당일 高畠町으로 개칭되어, 동일 누카노메촌은 폐지되었다.
- 1957년 4월 1일 - 구촌 지역의 일부가 오하시 전역과 이시오카 일부가 아카유정에 편입되었다.

## 교통

### 철도
- 일본국유철도
  - 오우 본선
- 야마가타 교통
  - 야마가타 교통 다카하타선

### 도로
- 1급국도
  - 국도 제13호선

## 참고문헌
- 『角川日本地名大辞典 6 山形県』